# Мірославиці (Нижньосілезьке воєводство)
Мірославиці (пол. Mirosławice, нім. Rosenthal-Mörschelwitz) — село в Польщі, у гміні Собутка Вроцлавського повіту Нижньосілезького воєводства.
Населення — 404 особи (2011).

## Демографія
Демографічна структура станом на 31 березня 2011 року:
|          | Загалом | Допрацездатний вік | Працездатний вік | Постпрацездатний вік |
| -------- | ------- | ------------------ | ---------------- | -------------------- |
| Чоловіки | 204     | 46                 | 146              | 12                   |
| Жінки    | 200     | 39                 | 121              | 40                   |
| Разом    | 404     | 85                 | 267              | 52                   |